# Chrám svaté Paraskevy (Potoky)
Chrám svaté Paraskevy je dřevěná cerkev v obci Potoky v okrese Stropkov na Slovensku. Stojí uprostřed obce. Od roku 1963 je národní kulturní památkou Slovenské republiky společně s dřevěnou zvonicí, ohradní zdí a vstupní bránou.

## Historie
Řeckokatolická dřevěná filiální cerkev byla postavena v roce 1773 a byla zasvěcena svaté Paraskevě. Cerkev dokonce ani během dvou světových válek nebyla poškozena. Při opravě v letech 1956–1957 se zřítila střecha, která zničila polychromii a část vybavení. Další opravy byly provedeny v devadesátých letech 20. století a v roce 2002. V letech 2000–2007 byl kompletně restaurován ikonostas v Levočských restaurátorských ateliérech. V roce 2009 a 2010 byla provedena komplexní renovace cerkve a dřevěné zvonice ve výši více než 20 0000 eur. Cerkev nově slavnostně vysvětil 26. září 2010 metropolita prešovský Ján Babjak.
Chrám svaté Paraskevy náleží pod řeckokatolickou farnost Stročín, děkanátu Svidník, archeparchie prešovské.

## Popis

### Exteriér
Chrám je postaven v lemkovském stylu. Je to dřevěná orientovaná roubená stavba trojdílná, trojprostorová a trojvěžová se třemi kříži.
Vysoká věž štenýřové konstrukce se sbíhajícími se stěnami a zvonovým patrem je ukončena báni a křížem. Je deštěná šindelem. Vchod vede podvěžím (babincem) ze západní strany do chrámové lodě a dále do kněžiště. Každá část chrámu má stanovou střechu s báni a s křížem krytou šindelem. Po dvou oknech je pouze v chrámové lodi a kněžišti. Půdorysy jednotlivých částí (věže, lodi a kněžiště) jsou čtvercové.

### Interiér
V interiéru babince je plochý strop, v lodi a kněžišti je kopule. Z babince do lodi se prochází na červeno polychromovanou arkádou. V lodi se nacházejí zbytky polychromie a kompletní ikonostas z 18. století. V kněžišti je barokní hlavní oltář z 18. století s ikonou Seslání Ducha svatého. V levé části kněžiště se nachází žertvennik s ikonou Krista z 18. století.

### Ikonostas
Vznikl z příčky mezi hlavní lodí a kněžištěm. Postupně se přidávaly obrazy Krista, Matky Boží a svatých, až se vyvinul do konečné podoby, obvykle v pěti řadách a se třemi dveřmi. Ikonostas v Potoce  čtyři řady ikon. V hlavní řadě ikonostasu jsou tyto ikony: svatý Mikuláš Myrský, svatá Bohorodička Hodegetrie (ukazující cestu), Kristus Učitel a Mistr, ikona patrocinia svaté mučednice Paraskevy. Carská vrata se skládají ze dvou křídel s obrazy čtyř evangelistů a svátku Zvěstování Panně Marii. Nad hlavní řadou ikonostasu je řada velkých byzantských svátků ve středu s ikonou Poslední večeře. Nad řadou ikon svátků je řada svatých apoštolů. V jejím středu je ikona Krista Vševládce. Na ikonostasu chybí čtvrtá řada starozákonních proroků a ikona Ukřižování Krista, která má po stranách Matku Boží a svatého Jana Evangelistu. Pátá řada je pod hlavní řadou ikonostasu. Obsahuje tyto ikony: Mikuláš Myrský, Svatá rodina, Kristus pod tíhou kříže a ikona Kříže. Ikonostas je koncipován do zelena s jemným náznakem mramorování. Sloupy ikonostasu zdobí vyřezávané obrazy vinné révy a jsou pozlacené.

## Zvonice
Severozápadně od kostela stojí mohutná třípodlažní dřevěná zvonice na nízké podezdívce. Její půdorys je obdélníkový. Zužuje se směrem nahoru. Je štenýřové konstrukce. Na vrcholu je jednoramenný kříž. Ve zvonici jsou zavěšeny tři zvony, z nichž jeden pochází z roku 1839. Zvonice je národní kulturní památkou Slovenské republiky.

## Ohradní věž
Areál cerkve a samostatné dřevěné zvonice otáčí kamenná ohradní zeď se zděnou vstupní bránou z 18. století, které jsou národní kulturní památku Slovenské republiky. Ohradní zeď odděluje areál od hřbitova.

## Galerie

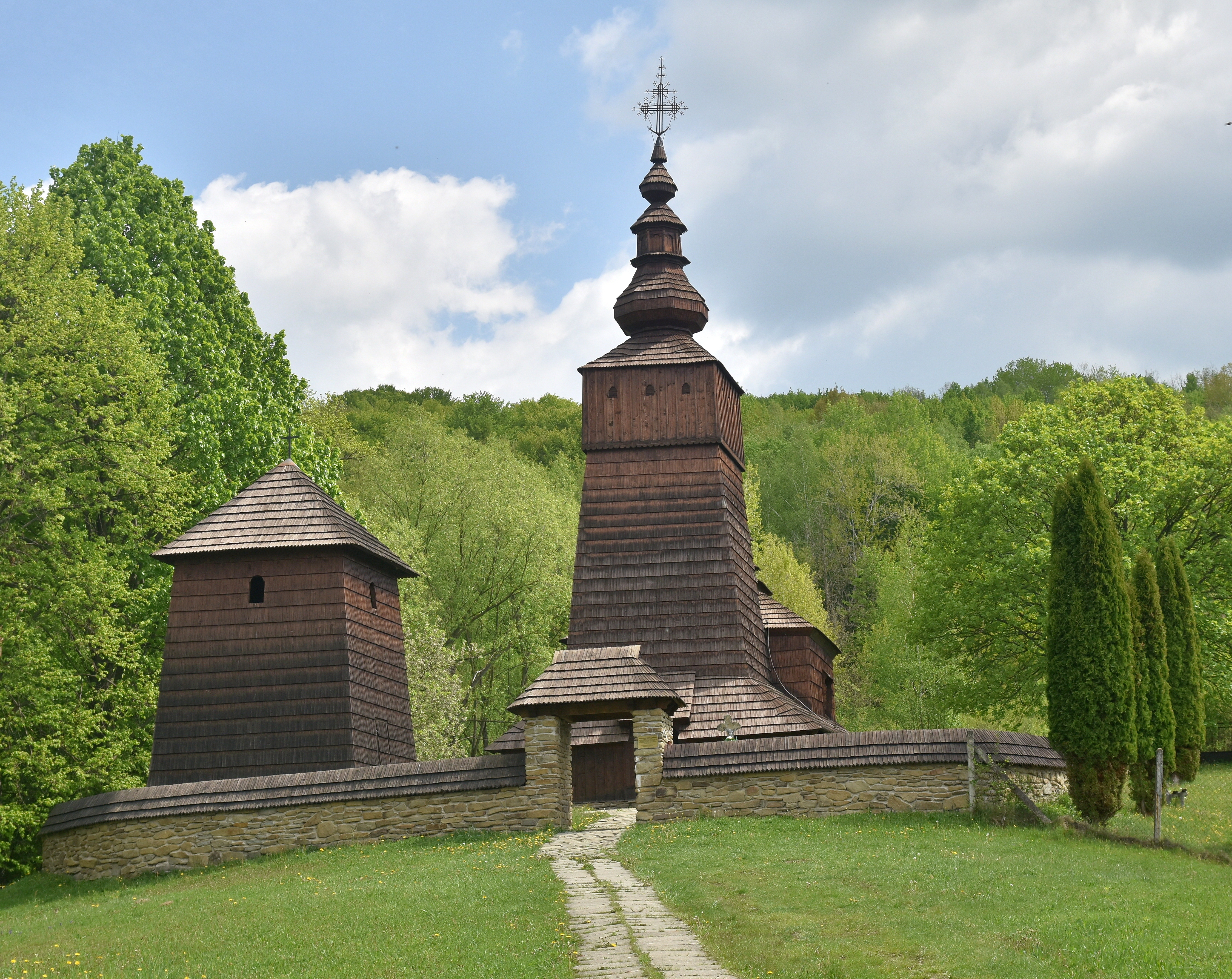
Pohled na areál ohrazený zdí se vstupní bránou
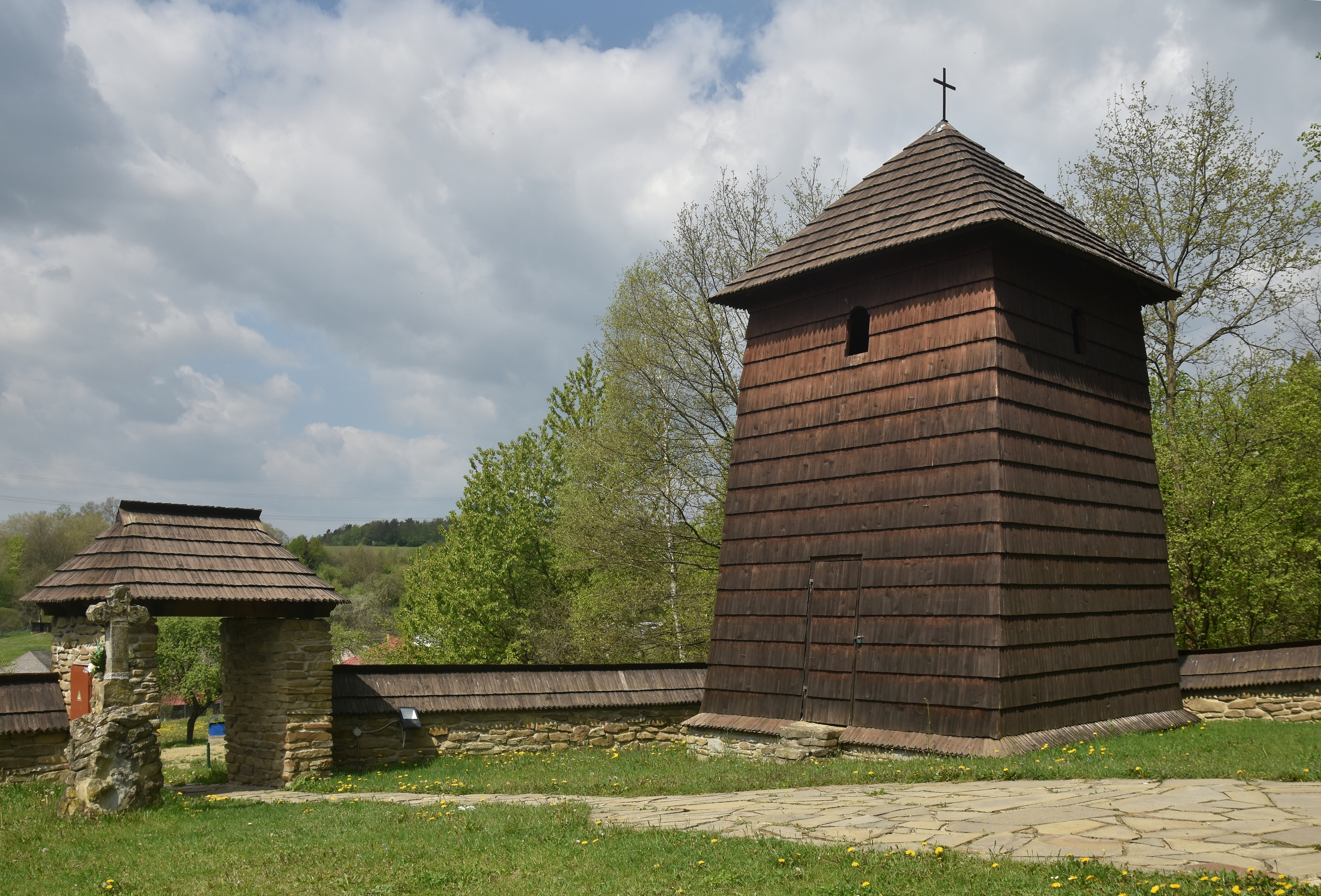
Zvonice a zděná brána
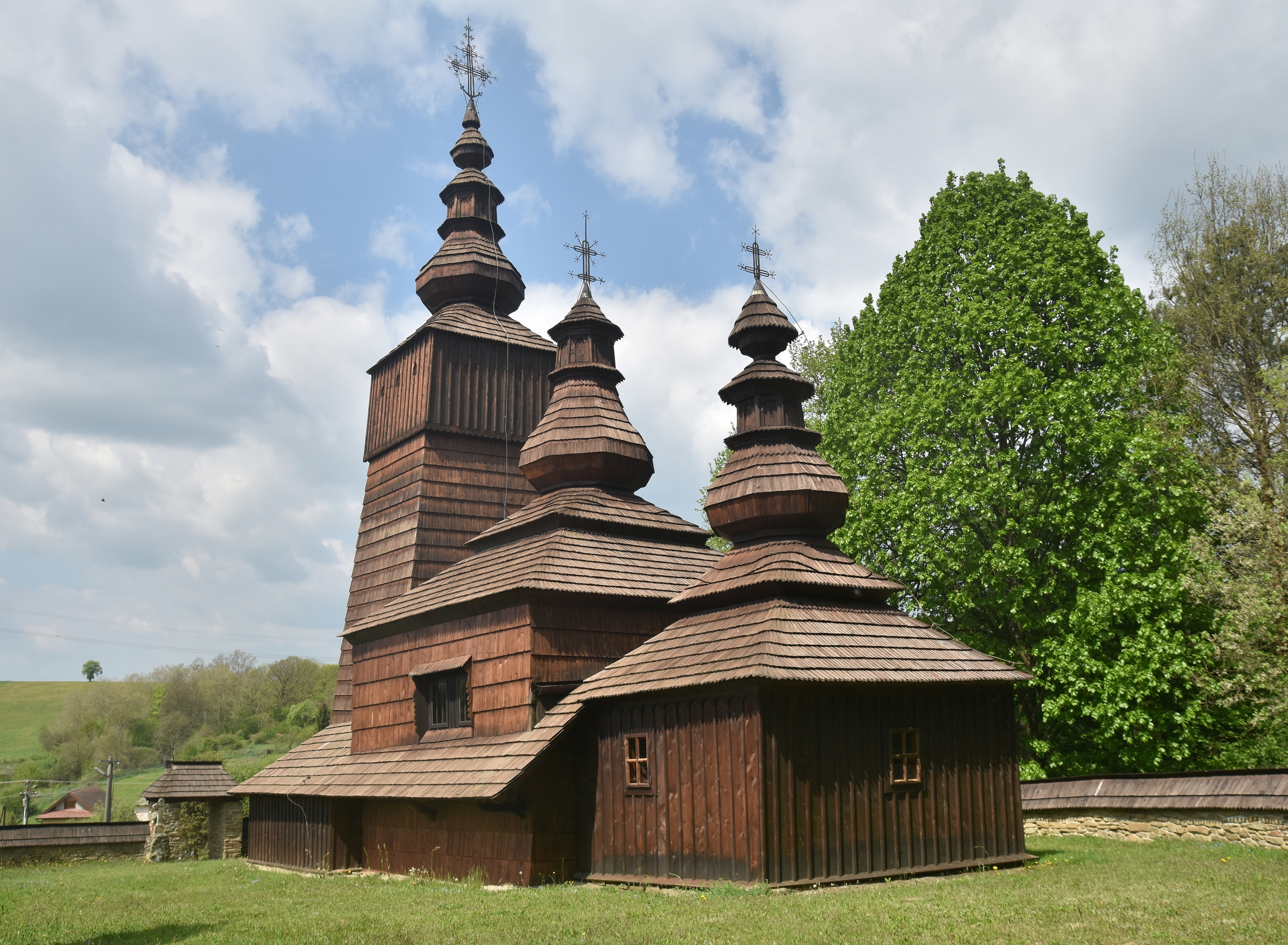
Cerkev
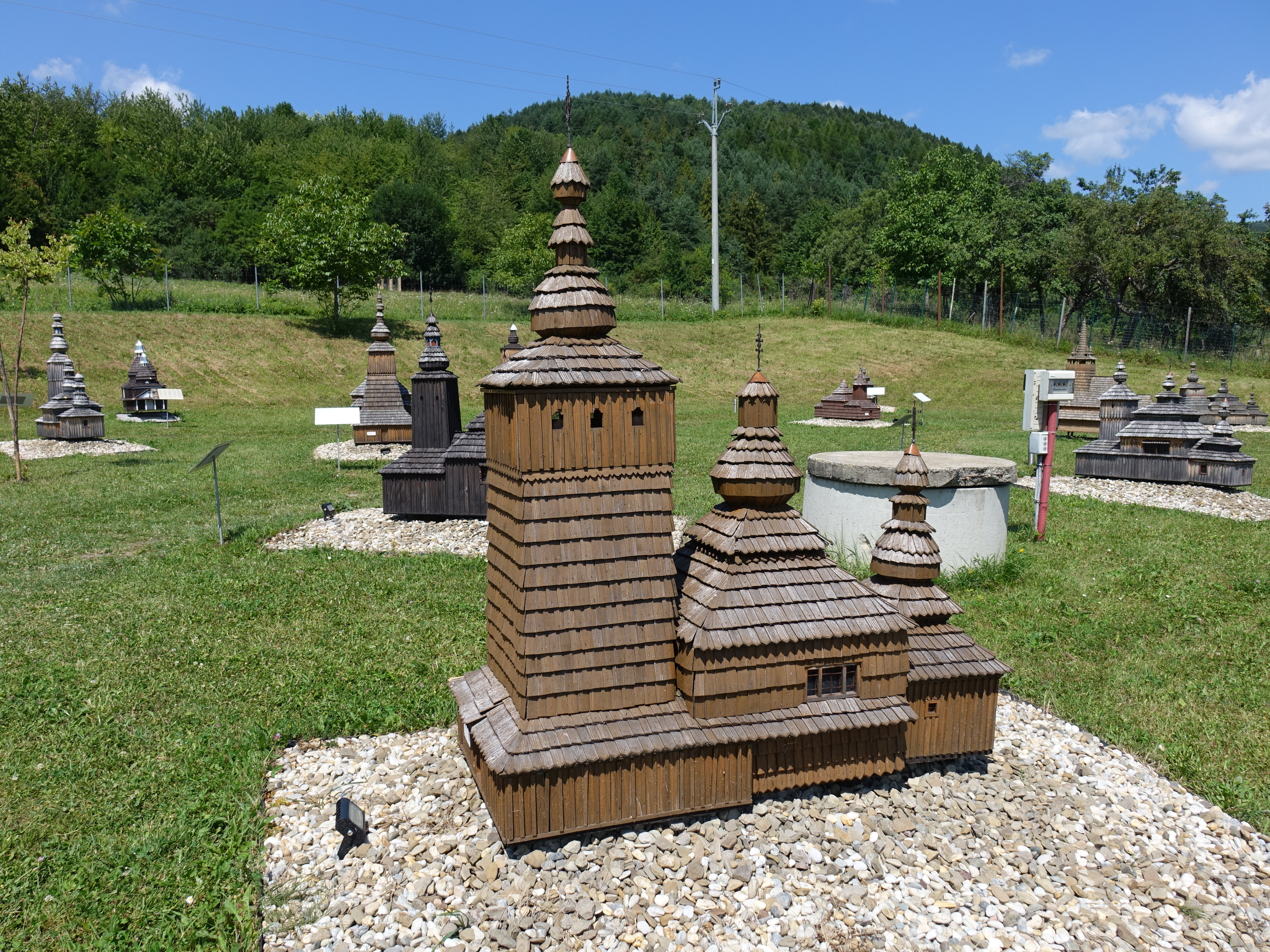
Model cerkve ve skanzenu v obci Ľutina